# Orange County (película)
Orange County (Orange County. Colgado, pringado y sin carrera en España) es una película estadounidense de 2002 del género comedia, protagonizada por Colin Hanks y Jack Black. Fue estrenada el 14 de enero de 2002. La película fue distribuida por Paramount Pictures y producida por MTV Films y Scott Rudin. Fue dirigida por Jake Kasdan y escrita por Mike White.

## Sinopsis
Shaun Brumder (Colin Hanks) es un joven surfista oriundo del Condado de Orange, en California quien, después de la muerte de su mejor amigo Lonny (Bret Harrison), se desilusiona por su estilo vida y busca un camino diferente. Se tropieza con un libro titulado "Straight Jacket" y decide convertirse en escritor. Sueña con ir a la Universidad Stanford a estudiar con el autor del libro Marcus Skinner, y de esta forma alejarse de su familia disfuncional. Cuando su solicitud de ingreso es rechazada después de que su consejera escolar (Lily Tomlin) la traspapelara, Shaun intenta entrar a Stanford de cualquier forma posible, con un poco de ayuda de su novia Ashley (Schuyler Fisk) y su hermano mayor Lance (Jack Black).

## Reparto
- Colin Hanks como Shaun Brumder.
- Jack Black como Lance Brumder.
- Catherine O'Hara como Cindy Brumder.
- Lily Tomlin como Charlotte Cobb, Consejera escolar.
- Schuyler Fisk como Ashley.
- John Lithgow como Bud Brumder.
- Harold Ramis como Don Durkett.
- Mike White como Sr. Burke, profesor de lenguaje.
- Bret Harrison como Lonny.
- Kyle Howard como Arlo.
- RJ Knoll como Chad.
- George Murdock como Bob Beugler.
- Chevy Chase como Principal Harbert.
- Sarah Hagan como Sarah.
- Leslie Mann como Krista.
- Garry Marshall como Arthur Gartner.
- Dana Ivey como Vera Gartner.
- Jane Adams como Mona.
- Lizzy Caplan como la chica de la fiesta.
- Alexandra Breckenridge (sin crédito) como Anna.
- Kevin Kline (sin crédito) como Marcus Skinner.
- Ben Stiller (sin crédito) como el bombero.

## Banda sonora
La banda sonora fue lanzada en dos discos compactos el 18 de diciembre de 2001.
1. "Defy You" - The Offspring
2. "Story of My Life" (En vivo) - Social Distortion
3. "The One" - Foo Fighters
4. "Shadow Stabbing" - Cake
5. "Butterfly" - Crazy Town
6. "1st Time" - Bad Ronald
7. "Lay Down Burden" - Brian Wilson
8. "Everything's Cool" - Lit
9. "Glad That It's Over" - 12 Rods
10. "Stick 'Em Up" - Quarashi
11. "Lose You" - Pete Yorn
12. "Under The Tracks" - Creeper Lagoon
13. "Love and Mercy" - Brian Wilson
14. "California" - Phantom Planet
15. "Hello" - ( Pista oculta) Sugarbomb
16. "The Middle" - Jimmy Eat World